# Glyphonycteris behnii
Glyphonycteris behnii је врста слепог миша из породице Phyllostomidae.

## Распрострањење
Врста је присутна у Боливији, Бразилу и Перуу.

## Станиште
Врста Glyphonycteris behnii има станиште на копну.

## Угроженост
Подаци о распрострањености ове врсте су недовољни.

### Популациони тренд
Популациони тренд је за ову врсту непознат.